# Monobryozoon
Monobryozoon is een mosdiertjesgeslacht uit de familie van de Monobryozoidae en de orde Ctenostomatida. De wetenschappelijke naam ervan is in 1936 voor het eerst geldig gepubliceerd door Rémane.

## Soorten
- Monobryozoon ambulans Remane, 1936
- Monobryozoon bulbosum Ott, 1972
- Monobryozoon sandersi d'Hondt & Hayward, 1981

Niet geaccepteerde soort:
- Monobryozoon limicola Franzen, 1960 → Franzenella limicola (Franzen, 1960)